# オリエンタルビル
オリエンタルビル株式会社は、愛知県名古屋市中区栄に本店を置く不動産賃貸会社。

## 概要
名古屋市で、中区栄三丁目に所有している名古屋三越栄店及びラシック（一部）の不動産を名古屋三越に賃貸し、並びに名東区極楽に所有する不動産をヤマナカに賃貸している。
また、名東区極楽でイタリアンレストラン「リストランテ・エスト」を経営している。かつてはラシック8階にもレストランを経営していた。
社名の「オリエンタル」の由来には特段の意味なく、創立当時「カタカナの社名が格好良い」「オリエンタルと名付けてつぶれた会社はない」とのことで付けられた。同じく愛知県に本社を置くカレー製造業の株式会社オリエンタルと人的・資本関係はない。

## 歴史

### 創業経緯
オリエンタルビルの創業者である女性経営者の平松さわは、1893年（明治26年）に愛知県西春日井郡清洲町（現在の清須市）に出生した。さわはその後、清須で三井物産の代理店として鶏の飼料を扱う平松豊助商店の経営者である平松豊助と結婚した。1913年（大正2年）、豊助は商売で成功したため、地位と名誉を求め県会議員として活躍すべく政治の世界へ転身し、さわが経営することになったが、その後1934年（昭和9年）に豊助が死去した。飼料の輸入先を中国・朝鮮から満州に変更するなど事業規模を拡大したが、終戦により軍用の食料品のお在庫を大量に抱えるも、在庫のニシンやスルメなどを使い佃煮を作り売り、鶏卵も取り扱ったことで、大きな利益を得た。
1946年（昭和21年）、平松さわは戦争で焼け野原になった名古屋の土地に目をつけ商店の利益を使い、栄で現在の名古屋三越栄店と中日ビルの間に位置した土地約700坪を購入し、2階建て、40室程度の洋風ホテル「ヤマトホテル」を建設したところ、名古屋観光ホテルが米軍に接収されていたため繁盛した。
1947年（昭和22年）、「ヤマトホテル」は名古屋市再開発の一環100m道路、久屋大通の建設地に位置したため、区画整理の換地で現在の三越がある場所へ移転し、ビル建設のため周辺の土地を購入していった。当初の計画は8階建ての建物で、1階から3階が百貨店、4階から8階が映画館、銀行、ホテル、オフィス、屋上にはスポーツランドという全国初の複合ビルを建てようと目論んだが、戦後の資材不足の折で製造業が優先のため建設省の指示で3階建てに変更させられたが、後の増築を見越して8階建て用の基礎工事を行った。

### 会社設立、百貨店ビル建設
1952年（昭和27年）9月7日にオリエンタルビル株式会社を設立した。
当初は自身で百貨店を展開すべく三越にも相談するが進展せず、テナントを直接募集する専門店ビルも目指すがテナントが集まらず、集合ビルをあきらめ、1社一括賃貸に方針転換をしたところ、栄という繁華街に進出していた伊藤呉服店（のちの松坂屋）、十一屋呉服店（のちの丸栄）に比べ、広小路本町というオフィス街で出後れていた中村呉服店が入居を希望し、オリエンタルビルと中村呉服店の合弁契約を1954年（昭和29年）2月8日に調印し、中村呉服店はオリエンタル中村百貨店に商号変更した。
1954年（昭和29年）5月、3階建て、売り場面積4,000坪の店舗で開店し、4日間で26万人が来店した。1956年（昭和31年）10月には7階建てに増築した。隣地の取得を進め、1962年（昭和37年）10月には隣地600坪に8階建ての東館が竣工したことで、床面積14,000坪で、久屋大通と接することになった。更に広小路通と久屋大通に接する北側角地の取得を目指したが、地価上昇のため、最終的には402坪の内116坪をオリエンタルビル、74坪が百貨店、残り212坪を3名の所有者が共同で購入し、1969年（昭和44年）9月に地上8階、地下2階の栄共同ビルが完成し、19,000坪となった。
オリエンタル中村百貨店は、1969年（昭和44年）に三越と業務提携、1977年（昭和52年）5月に三越がオリエンタル中村に資本参加した。1980年（昭和55年）10月1日に名古屋三越百貨店に商号変更し、店名もオリエンタル中村から三越に変更された。三越、松坂屋、丸栄、名鉄百貨店と頭文字がMのため「4M」の愛称で親しまれた（なお、その後ジェイアール名古屋タカシマヤが加わり4M1Tになり、丸栄が閉店したため3M1Tになっている）。名古屋三越は、その後三越伊勢丹の100%子会社となっている。

### ラシック建設
名古屋三越の南隣街区のラシックは、敷地面積約6,300平米で元の主な所有者であった紡績会社の破綻により、明治安田生命、三越、オリエンタルビル（200坪）などが土地を取得し、2002年（平成14年）に栄三丁目6番街区市街地再開発組合が設立された。2005年（平成17年）3月に開業した。

### 再開発計画
2019年（令和元年）9月30日、オリエンタルビルは名古屋三越栄店が入居するビルの建て替え構想を発表した。都市再生特別地区の指定を受けることで容積率1.5倍、延べ床面積13万平方メートルに拡張し、高さは現在46.45mの4倍の180mで地上34階、地下4階の超高層ビルで、低層階に三越などの商業施設、中層階に国際会議を開くコンベンションホール、高層階に高級ホテルで、2029年完成を目指し、2024年をめどに計画を固めるとした。
しかしながら、2023年（令和5年）7月、オリエンタルビルは建設費の高騰や、オフィス需要の不透明感が強まったことから、計画を凍結すると発表した。ただし、再開発自体は中止せず、計画変更を検討するとしている。

## 屋上観覧車

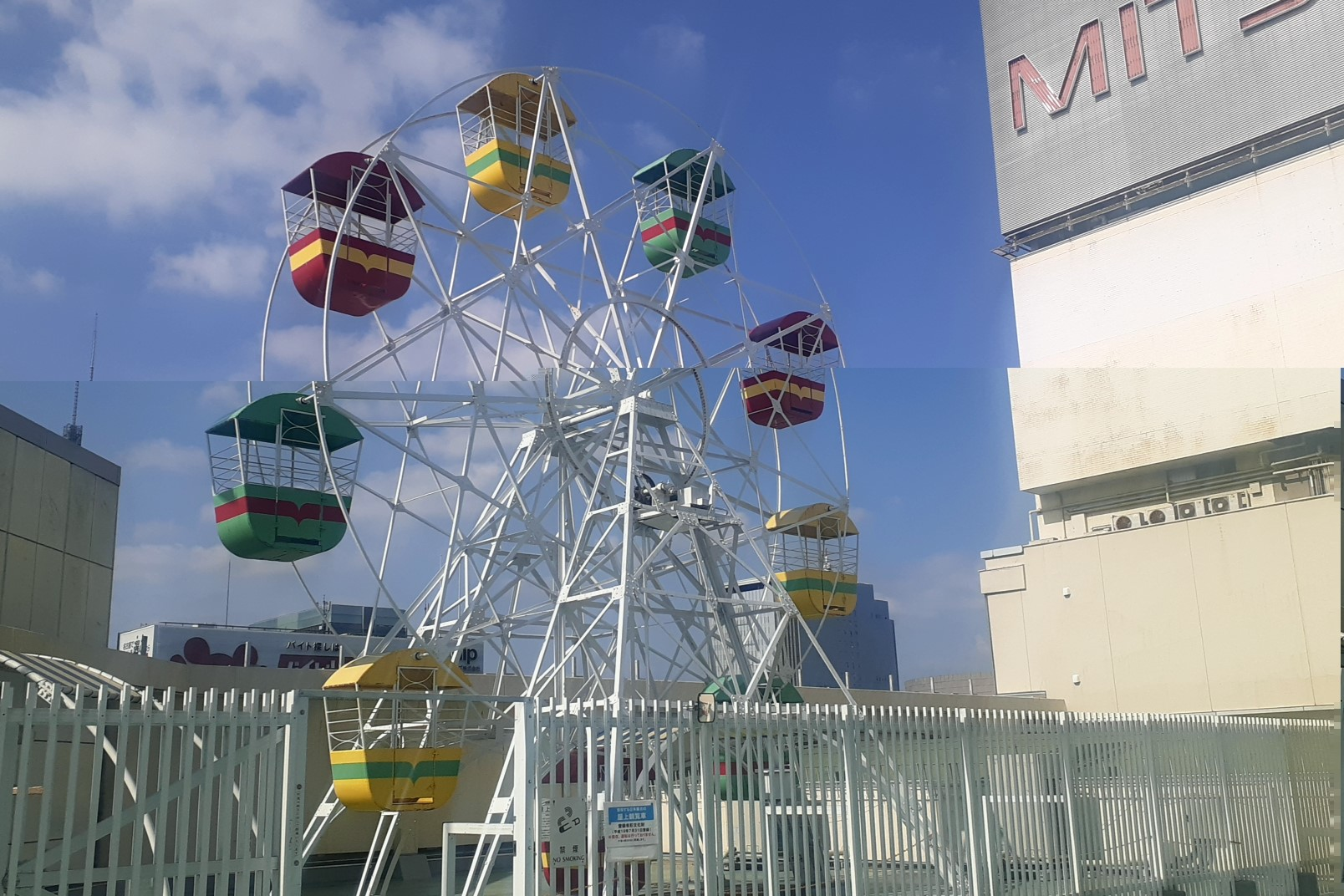
オリエンタルビル屋上観覧車

オリエンタルビル屋上にデパートの屋上として日本最古の観覧車がある。
1956年（昭和31年）製、鉄骨造、高さ12m、脚間6.2m、脚幅7.4m。
2007年（平成19年）国の登録有形文化財として登録。
当時の屋上遊園地には、観覧車のほかに、豆自動車、ラビット、木馬などの遊具が置かれた。
観覧車は、鉄骨製アーチ形ポスト（脚間6.2m、幅2.7m、高さ6.7m）を両側に立て、その間に、鉄骨トラスの直径10mの円形ホイールを取り付け、その端に4人乗りのゲージ9個を吊り下げたもの。約4分間で1周する。
日本の観覧車は明治後期から登場しているが、オリエンタルビル屋上の観覧車は、デパート屋上の観覧車としては、最も古いものの一つとされる。